# 다이리튬

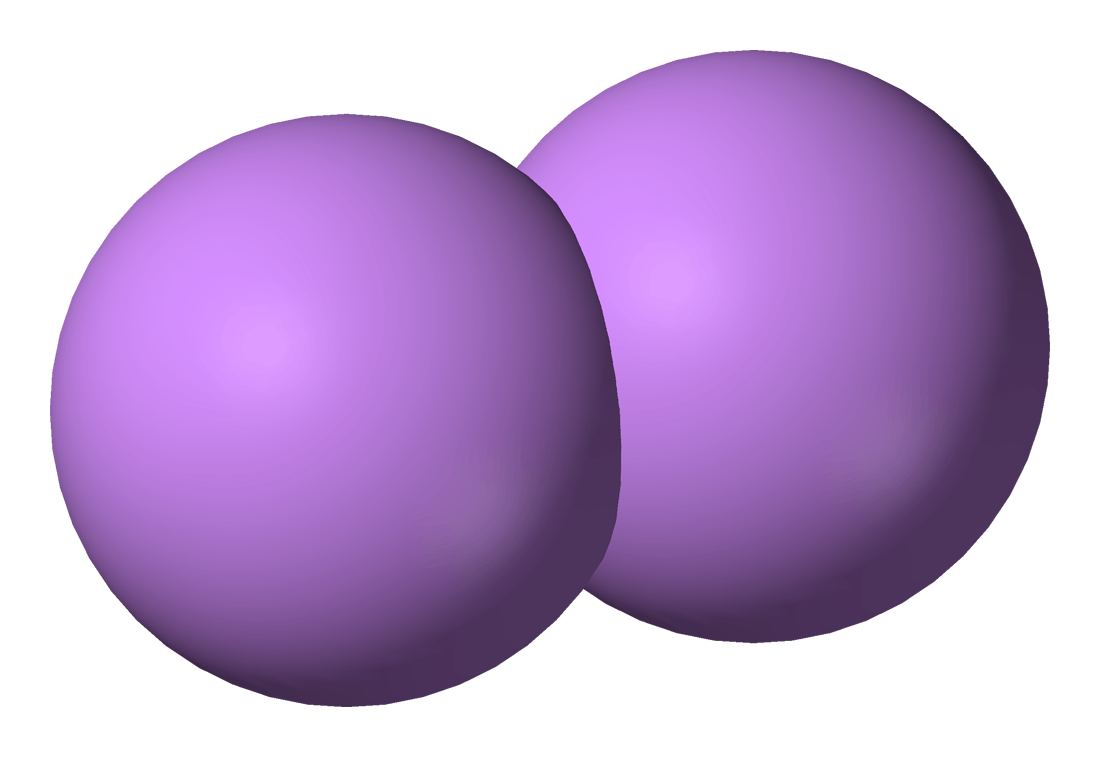

다이리튬(Dilithium)의 화학식은 Li2이며 서로 공유 결합 상태인 리튬 원자로 구성된 친전자적인 이원자 분자이다. Li2는 기체 상태로 존재하는 것으로 알려져 있다. 결합 차수는 1이며 핵간 분리도는 267.3 pm, 결합 에너지는 102 kJ mol−1(개별 결합 당 1.06eV)이다. Li2의 전자 배치는 σ2로도 쓸 수 있다.

## 같이 보기
- 리튬

## 참고 문헌
- Greenwood, Norman  N.; Earnshaw, Alan (1997). 《Chemistry of the Elements》 2판. Butterworth-Heinemann. ISBN 978-0-08-037941-8.